# Nová Ves (okres Domažlice)
Nová Ves (německy Neudorf b. Neugedein) je obec v okrese Domažlice v Plzeňském kraji. Žije v ní 149 obyvatel.

## Historie
První písemná zmínka o obci pochází z roku 1508.

## Obyvatelstvo
| Rok            | 1869 | 1880 | 1890 | 1900 | 1910 | 1921 | 1930 | 1950 | 1961 | 1970 | 1980 | 1991 | 2001 | 2011 | 2021 |
| -------------- | ---- | ---- | ---- | ---- | ---- | ---- | ---- | ---- | ---- | ---- | ---- | ---- | ---- | ---- | ---- |
| Počet obyvatel | 319  | 338  | 304  | 295  | 329  | 351  | 318  | 237  | 235  | 189  | 153  | 150  | 158  | 132  | 139  |
| Počet domů     | 50   | 53   | 54   | 56   | 57   | 58   | 61   | 59   | 54   | 51   | 46   | 51   | 56   | 59   | 64   |

## Obecní správa
Mezi lety 1850–1971 byla Nová Ves obcí v okrese Domažlice. Od 26. listopadu 1971 do 23. listopadu 1990 patřila jako část města ke Kdyni, kdy se konaly městské volby a od 24. listopadu 1990 je opět samostatnou obcí.

### Obecní symboly
Znak a vlajka byly obci uděleny rozhodnutím předsedy Poslanecké sněmovny Parlamentu České republiky dne 10. září 2021.